# 馬斯垂克圍城戰 (1748年)
馬斯垂克圍城戰發生於1748年4月至5月，是奧地利王位繼承戰爭中的一場戰役。在奧地利王位繼承戰爭的最後幾個月裡，一支由萨克森伯爵（Maurice de Saxe）統帥的法國軍隊圍攻並佔領了荷蘭的馬斯垂克堡壘。